# Achille Italo Forti
Pour les articles homonymes, voir Forti.
Israele Achille Italo Forti (né à Vérone, le 28 novembre 1878 et mort dans cette même ville, le 11 février 1937) est un botaniste, phycologue et mécène italien.

## Œuvres

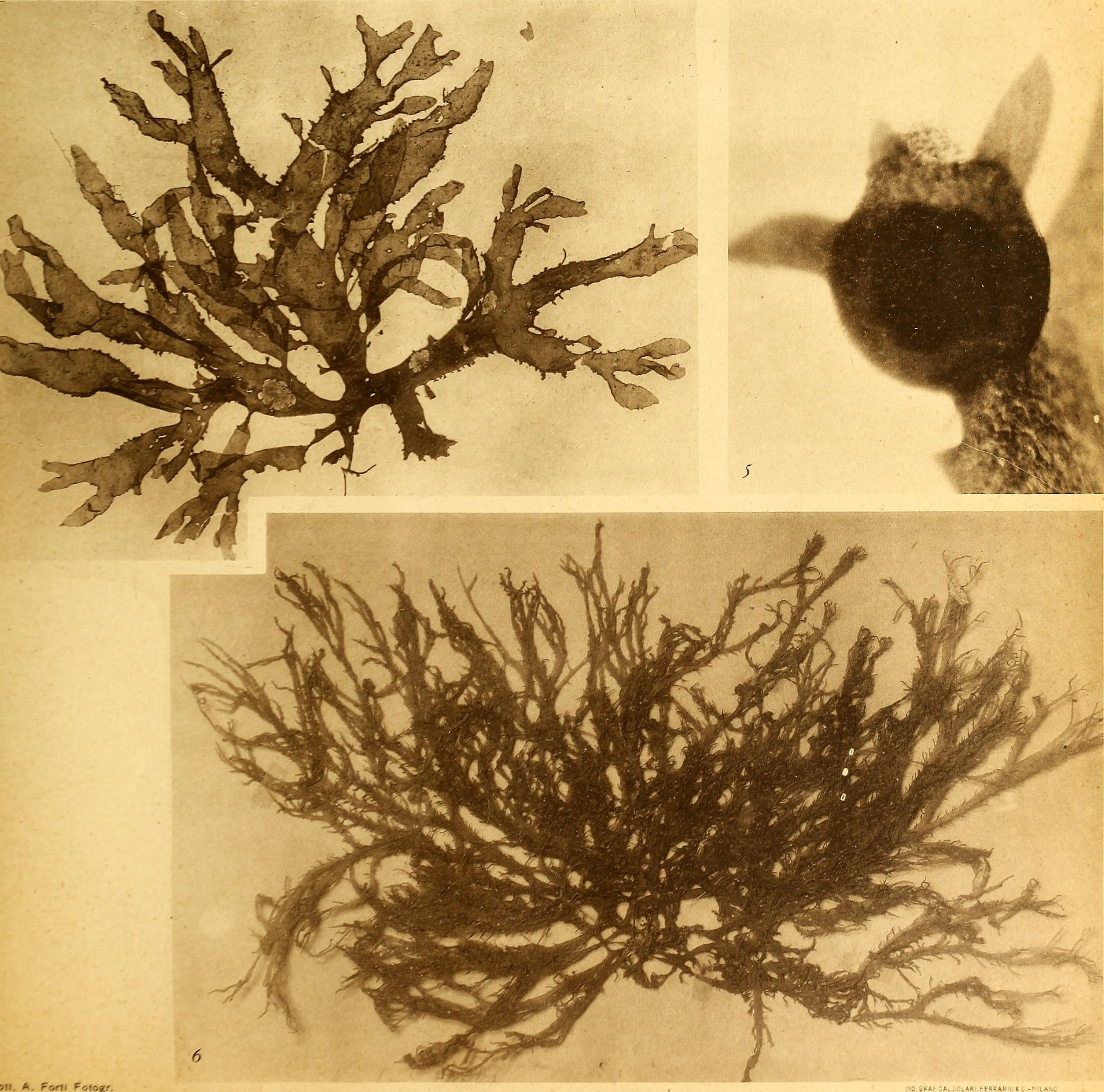
Planche extraite de Alghe di Australia, Tasmania e Nuovo Zelanda, raccolte dal rev. dott. Giuseppe Capra nel 1908-1909

Achille Forti a publié plusieurs travaux en collaboration avec Giovanni Battista De Toni à qui il a ensuite consacré une notice biographique.
- (it) Achille Italo Forti, « Diatomee dell'antico corso Plavense, saggi neritici raccolti dal Prof. Ettore De Toni nel'autunno 1896 », La Nuova Notarisia, vol. 10, no 3,‎ 1899, p. 47-163.
- (avec Giovanni Battista De Toni) Seconda Contribuzione alla Flora Algologica della Libia Italiana, 1914
- (avec Giovanni Battista De Toni) Terza contribuzione alla flora algologica della Libia, Venezia, 1914
- (it) « Alberto Grunow (1826-1914) », La Nuova Notarisia, vol. 26,‎ 1915, p. 1-40.
- (avec Giovanni Battista De Toni) Catalogo della Alghe raccolte nella regione di Bengasi dal R.P.D. Vito Zanon, Venezia, 1916
- (avec Giovanni Battista De Toni) Analisi microscopica di alcuni saggi di fitoplancton raccolti dalla R.N. "Liguria", Venezia, 1916
- (avec Giovanni Battista De Toni) Alghe di Australia, Tasmania e Nuovo Zelanda, raccolte dal rev. dott. Giuseppe Capra nel 1908-1909, Venezia, 1923
- (it) « Giovanni Battista de Toni (n. a Venezia li 2 Gennaio 1864 m. a Modena li 31 Luglio 1924) », Rivista di Storia delle Scienze Mediche e Naturali, vol. 16, nos 1-2,‎ 1925, p. 1-12.
- (it) Achille Italo Forti, « Nuove notizie su l'arrossamento toale delle acque avvenuto nel lago di Pergusa in settembre del 1932, ed ulteriori consicerazioni sui fenomeni di arrossamento in generale », Bollettino di Pesca, di Piscicoltura e di Idrobiologia, Roma, vol. 9, no 6,‎ 1933, p. 1-56.
- (it) Achille Italo Forti, « Disegno per un'analisi biogeografica delle alghe di Giarubub (Cirenaica). Materiali raccolti dal Prof. Giorgio Krueger nel giugno 1926 », Atti della Reale Accademia dei Lincei. Memorie della Classe di Scienze Fisiche. 6e Ser., Roma, vol. 7,‎ 1933, p. 1-115.

## Hommages
La Galleria d'arte moderna Achille Forti (it) installée dans le Palazzo Emilei Forti (it), où vécut Achille Forti et qui abritait ses collections naturalistes et d'œuvres d'art léguées à la ville de Vérone, commémore son souvenir.